# Орех Юрия Никулина
Орех Юрия Никулина — дерево (Орех грецкий) в Крыму, ботанический памятник природы. Один из старейших грецких орехов Крыма (возраст около 400 лет). Обхват ствола — 4,30 м, высота — 12 м.

## Описание
Дерево растёт при входе в Долину привидений на Демерджи в районе села Лучистое Большой Алушты. В 1966 году, во время съёмок кинокомедии «Кавказская пленница, или Новые приключения Шурика», на дерево залезал популярный актёр Юрий Никулин, игравший роль Балбеса, высматривал приближение Нины перед похищением и бросался орехами в главного героя Шурика. Позже по фамилии известного актёра получил собственное имя. Также дерево было запечатлено в другой комедии Леонида Гайдая «Спортлото-82».
В 1992 году во время съёмок в Крыму сериала Приключения королевского стрелка Шарпа по романам Бернарда Корнуэлла с исполнителем главной роли Шарпа Шоном Бином, где в качестве натуры для Испании использовались окрестности Демерджи, дерево также попало в кадр.
В 2007 году дерево сильно пострадало от бури и находилось в плохом состоянии. Было вылечено Киевским эколого-культурным центром в 2010 году. В 2011 году орех получил статус ботанического памятника природы по инициативе Киевского эколого-культурного центра.